# Michele Sciurba

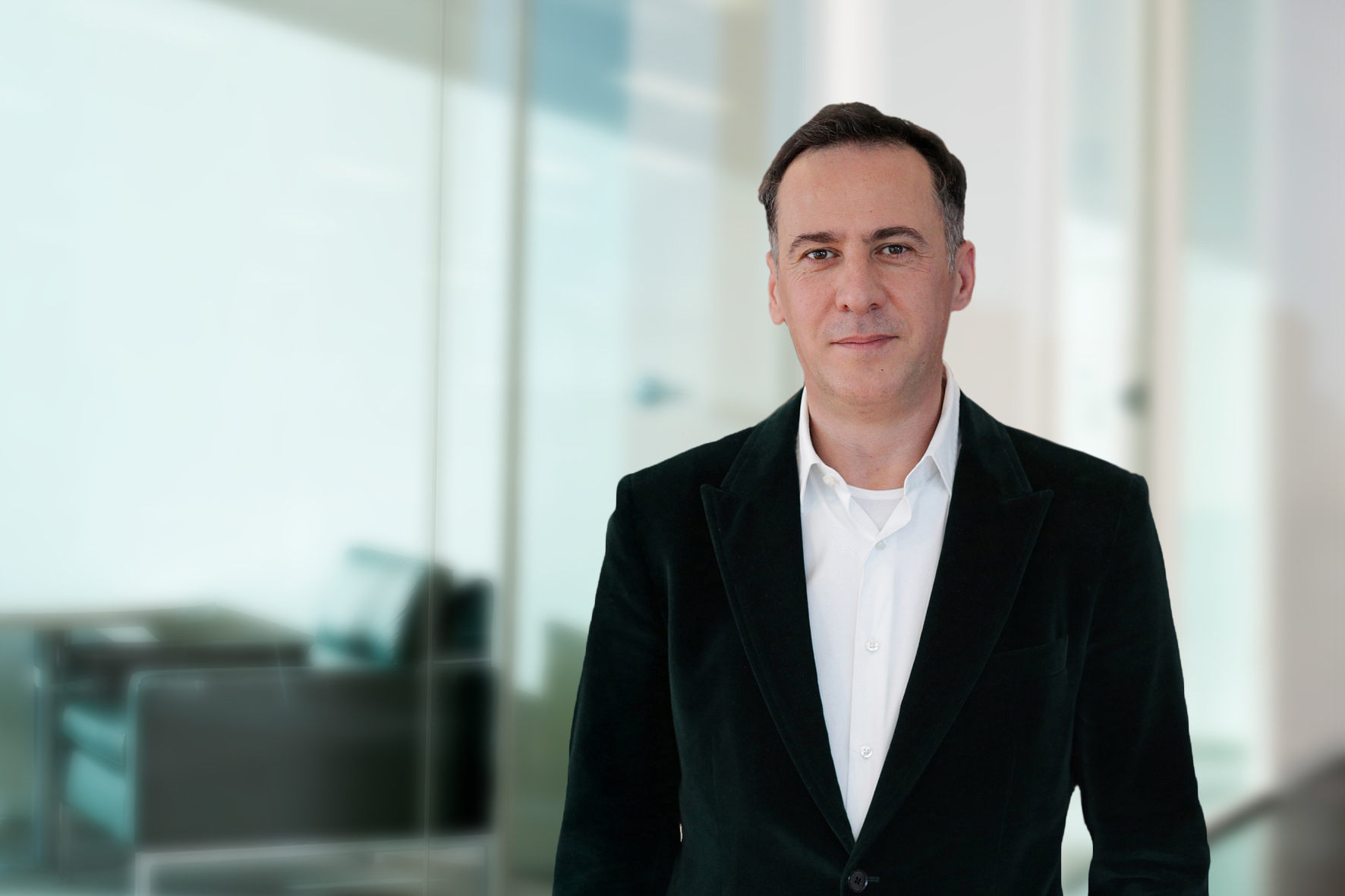
Michele Sciurba (2015)

Michele Sciurba [mi'kɛ:le ʃurba] (* 27. April 1968 in Palermo, Italien; in Oldenburg (Oldb) aufgewachsen) ist ein italienischer Rechtswissenschaftler, Strategieberater, Menschenrechtsaktivist, Journalist und Autor. Er ist Experte für Völkerrecht, Menschenrechte, Geldwäsche- und Terrorismusbekämpfung, Welthandelsrecht und Öffentliche Verwaltung und lebt in Frankfurt am Main.

## Ausbildung und berufliche Stationen
Nach seiner Ausbildung zum Maschinenschlosser studierte Michele Sciurba an der Akademie der Arbeit in Frankfurt am Main Philosophie und Verfassungsrecht. An der University of Liverpool schloss Sciurba seinen LLM in Internationalem Wirtschaftsrecht mit Auszeichnung ab und wurde als Student of the Year ausgezeichnet. Er promovierte im Völkerrecht (PhD) und schloss im Anschluss seinen staatlichen PhD (Candidate of Science) im Öffentlichen Verwaltungsrecht an der IAPM in Kiew ab. Sciurba ist Mitglied der Ukrainian Bar Association, des Deutschen Presseverbands e.V. (DPV) und der Schriftstellervereinigung PEN Berlin.
Seit 1999 ist Sciurba Gründungsgeschäftsführer der in Frankfurt ansässigen Strategieberatungsgesellschaft GMVV & Co. GmbH, innerhalb derer sich ein Think Tank mit internationalen, interdisziplinär vernetzten Wissenschaftlern entwickelt hat, der für Unternehmen, Nichtregierungsorganisationen und Regierungen beratend tätig ist. Sciurba war Mitglied des European Industrial Relations Observatory (EIRO) und arbeitete als Dozent für Industrie- und Betriebspolitik und als Vorstandsreferent für Grundsatzfragen im Bereich Industriepolitik beim DAG-Bundesvorstand.
Im Laufe seiner Karriere beriet er verschiedene Regierungsorganisationen in Fragen der wirtschaftlichen Entwicklung; so nahm er 2008 beispielsweise an der High-Level Conference on World Food Security der Food and Agriculture Organisation (FAO) in Rom teil. 2017 war Sciurba Teil der in die Ukraine entsandten Delegation des Ausschusses für Menschenrechte und humanitäre Hilfe im Deutschen Bundestag.
Michele Sciurba hat neben einer Reihe von Buchpublikationen diverse wissenschaftliche Artikel u. a. im European Journal of Crime, Criminal Law and Criminal Justice und dem Visegrad Journal on Human Rights veröffentlicht. Er ist außerdem Journalist für nationale und internationale Medien, darunter das Journal Frankfurt und die ukrainische Zeitung Kyiv Post, und Kolumnist für das internationale Magazin Impakter, in dem er Essays zu rechtlichen und gesellschaftspolitischen Themen veröffentlicht.

## GMVV Think Tank
Der Think Tank GMVV & Co. GmbH mit Sitz in Frankfurt am Main, den Michele Sciurba 1999 gründete, betreibt Forschung in diversen wissenschaftlichen Feldern, darunter Menschenrechte, Völkerrecht, Europa- und Welthandelsrecht, Geldwäsche- und Terrorismusbekämpfung, Finanzmarktregulierung, Internationale Beziehungen, Umwelt- und Tierschutz, Pharmazie und Medizin. GMVV Research ist auf die Analyse und Entwicklung von Strategien bei komplexen und oft stark politisierten Fragestellungen spezialisiert. Der GMVV Think Tank arbeitet global mit unterschiedlichen Universitäten, Regierungen und Nichtregierungsorganisationen zusammen. Das Team an Wissenschaftlern ist international und interdisziplinär.

## Publikationen (Auswahl)
- (Mit Sarah Schuster) Captain Paul Watson Interview: You Can’t Destroy a Movement (überarb. und erw. Neuausgabe, Edition Faust 2021). ISBN 978-3-945400-95-1
- (Mit Sarah Schuster) Captain Paul Watson Interview: Eine Bewegung kann man nicht zerstören (überarb. und erw. Neuausgabe, Edition Faust 2021). ISBN 978-3-945400-94-4
- (Mit Sarah Schuster) „Kaleidoskop der Möglichkeiten: Thomas Draschans avantgardistische Kompositionen“ in: Draschan T, Thomas Draschan: Collagen und Filme (Edition Faust 2021). ISBN 978-3-945400-92-0
- The Incompatibility of Global Anti-Money Laundering Regimes with Human and Civil Rights: Reform Needed? (Nomos 2019). ISBN 978-3-8487-6189-0
- Implementation of State Anti-Corruption and Anti-Money Laundering Policy in the EU Member States: Models for Improving Public Administration in the Ukraine (Edition Faust Academic 2018). ISBN 978-3-945400-68-5
- Anti-Money Laundering State Mechanisms: International Experiences, Current Issues and Future Challenges (Edition Faust Academic 2018). ISBN 978-3-945400-55-5
- (Mit Sarah Schuster) You Can’t Destroy a Movement: Interview with Captain Paul Watson. (Edition Faust 2016). ISBN 978-3-945400-34-0
- (Mit Sarah Schuster) Eine Bewegung kann man nicht zerstören: Michele Sciurba und Sarah Schuster im Gespräch mit Captain Paul Watson (Edition Faust 2016). ISBN 978-3-945400-38-8

## Philanthropie
2010 gründete Michele Sciurba die Kunstgalerie Art Virus und 2014 gemeinsam mit Werner Ost† den Verlag Edition Faust. Michele Sciurba ist Stifter der gemeinnützigen Faust Kultur Stiftung und Herausgeber des Online-Magazins Faust Kultur. Die Stiftung wird von Nicole Thamm geleitet und durch die Faust Kultur GmbH verwaltet, deren Geschäftsführung Sciurba seit 2022 innehat. Die Faust Kultur Stiftung fördert Kultur, Kunst, Literatur und Musik und stellt Autoren das Kulturportal Faust Kultur zur Verfügung. In Zusammenarbeit mit dem Instituto Cervantes und dem Institut français moderierte Sciurba diverse gesellschaftskritische Non-Profit-Veranstaltungen zum Thema Migration und Ausgrenzung, darunter die Podiumsdiskussion „Die Stadt verwandeln: Europäische Literatur als Gesellschaftskritik“ auf der Frankfurter Buchmesse 2014 mit Yannick Haenel, Nicolò Bassetti und dem spanischen Architektenkollektiv Basurama. Sciurba fördert vor allem Projekte, die kulturelle Diversität schützen und demokratische Werte stärken, darunter 2012 die Ausstellung mit Buchpublikation Occupy – New York, Frankfurt: Eine Bewegung, die keine sein dürfte, die bundesweite Aufmerksamkeit erfuhr und 2014 die Ausstellung mit Podiumsdiskussion La Frontera: Die mexikanisch-US-amerikanische Grenze und ihre Künstler, die auf große internationale Resonanz u. a. bei der Frankfurter Allgemeinen Zeitung, Vanguardia Mexico und New York Times stieß. Seit 2018 unterstützt Sciurba das Projekt Textland. Made in Germany, eine Sammlung deutscher Gegenwartsliteratur von Autoren mit Migrationshintergrund. Auch vor dem Hintergrund des eigenen Migrationshintergrunds positioniert Michele Sciurba sich in seinen Reden, öffentlichen Auftritten und Kolumnen stark gegen Rassismus, Antisemitismus, Antiziganismus und Diskriminierung. 2014 hat Sciurba den Art Virus Salonabend ins Leben gerufen, bei dem nationale und internationale Musiker und Autoren, u. a. in Kooperation mit der Kammeroper Frankfurt, Konzerte und Lesungen geben und einen Raum der Begegnung und des kulturellen Austauschs schaffen. Michele Sciurba ist außerdem förderndes Mitglied des Frankfurter Kunstvereins.